# Amfitheater van Oudna
Het Amfitheater van Oudna is een antiek Romeins amfitheater, dat tijdens de regering van keizer Hadrianus (117-138 n.Chr.) in de Tunesische stad Oudna werd gebouwd.
Op de plaats van het huidige Oudna lag in de oudheid de stad Uthina. Het amfitheater werd in het noorden van de stad gebouwd. De architecten maakten gebruik van een natuurlijke kom in het landschap waarin de arena werd geplaatst. De onderste verdiepingen van de tribunes werden daar tegenaan gebouwd, terwijl de hogere verdiepingen op gemetselde gewelven en bogen steunden. Het amfitheater bood plaats aan ongeveer 16.000 toeschouwers en was daarmee in grootte het derde amfitheater van Africa. 
Sinds 1993 wordt het amfitheater opgegraven en gerestaureerd. 